# Stedelijk Museum Amsterdam
El Museu municipal d'art modern d'Amsterdam (en neerlandès: Stedelijk Museum Amsterdam, és a dir, "Museu municipal d'Amsterdam"), més conegut simplement com a Stedelijk o Stedelijk Museum, a Amsterdam, els Països Baixos, és un museu d'art modern i contemporani i disseny situat a la plaça dels Museus (Museumplein) prop del Rijksmuseum, el Museu van Gogh i el Concertgebouw (la sala de concerts de la ciutat).

## Els edificis

### L'edifici original (1895) i ampliacions anys 1950
L'edifici original és del 1895 i fou dissenyat per l'arquitecte municipal Adriaan Willem Weissman. Per les seves formes i l'ús del maó com a material constructiu, amb detalls en pedra, fa referència a l'arquitectura tradicional neerlandesa del segle xvi i el Renaixement. Aquest edifici es va ampliar amb una nova ala al llarg del Van Baerlestraat i l'interior es va modernitzar ja el 1954, de la mà d'un dels directors anteriors, el Willem Sandberg.

### Ampliació del 2012
El 2012 es va reformar l'interior de nou i es va afegir una ampla ala moderna directament al Museumplein com a entrada i espai expositiu, dissenyat per la firma Benthem Crouwel Architects. La població del país ha batejat aquesta nova ala amb el malnom juganer de "La Banyera", per la seva forma. Aquesta ala es dedica principalment a exposicions temporals i també ofereix un espai per a representacions o accions artístiques.

### Ubicació temporal 2004
El 2004, per obres de condicionament, el Stedelijk s'havia reubicat temporalment des de la seu al Museumplein a l'edifici Post CS (Post CS-gebouw), a Oosterdokskade 3–5, just a l'est de l'Estació Central d'Amsterdam. Aquest edifici, anteriorment de correus, també alberga una sèrie de companyies relacionades amb els mitjans i l'art. La planta superior oferix una de les millors vistes de la ciutat. Hi ha un restaurant durant el dia i un club a la nit. A partir de l'octubre del 2008, el museu es convertí en itinerant, fins que, gradualment, tornà al seu lloc habitual del Museumplein quan les obres del nou annex ho permeteren. Es reobrí al públic la seu històrica amb el nou annex al Museumplein el setembre del 2012.

## La col·lecció
La col·lecció permanent inclou una habitació pintada per Karel Appel i una gran col·lecció de pintures de Kazimir Malèvitx, entre altres obres importants.

### Les avantguardes i l'art modern fins al 1950
A la planta baixa, s'exposa la col·lecció d'art d'avantguarda i moderna del 1860 al 1950, amb obres d'artistes tan insignes com ara Vincent van Gogh, Vassily Kandinsky, Ernst Ludwig Kirchner, Franz Marc, Marc Chagall, Chaïm Soutine, Henri Matisse, Piet Mondrian, Theo van Doesburg, Charley Toorop, Max Beckmann, Jackson Pollock, Asger Jorn, Karel Appel i els artistes del grup CoBrA, a més del Malèvitx i altres.

### Fotografia i disseny / arts aplicades / arts decoratives
També hi ha la magnífica col·lecció de fotografia a la planta baixa, i s'hi exposa una part de la col·lecció de disseny o arts aplicades o decoratives (mobles, vidre, ceràmica, joies, art gràfic i tèxtil del 1900 fins avui).

### Art contemporani: del 1950 ençà
A la planta de dalt, s'exposen les obres d'art contemporani que daten del 1950 fins avui. S'inclouen obres tan representatives com ara les d'Edward Kienholz, Robert Rauschenberg, Willem de Kooning, Rineke Dijkstra, Marlene Dumas, Jeff Koons, Barnett Newman, Hanne Darboven, Rene Daniels, Jan Dibbets, Lucio Fontana, Gilbert & George, Yves Klein, Jean Tinguely, Dan Flavin, Andy Warhol, Roy Lichtenstein, Ger van Elk, Bruce Nauman, Gordon Matta-Clark, i més.